# Maximiliano Rodríguez Vecino
Maximiliano Rodríguez Vecino (6 de maio de 1986) é um escritor uruguaio.

## Biografia
Ele nasceu em Minas, Lavalleja Uruguai. Começou a escrever de forma autodidata. Nos finais de 2007 emigrou para Las Palmas de Gran Canaria (Canarias, España). Na ilha realizou cursos de narrativa e poesia. Foi aluno dos cursos de redação criativa dos escritores Antonio Arroyo Silva, Aquiles García Brito, Alexis Ravelo e Pedro Mairal. Em 2016 radica-se em Barcelona (Cataluña, España), cidade na qual publica o seu primeiro romance "El último combatiente" (2ª edição, 2019).
O seu seguinte projeto literário, Selva de hormigón y lagartos, foi galardoado com uma das bolsas na 4ª edição de "Becas de Escritura Montserrat Roig, 2020", outorgadas pelo Instituto de Cultura de Barcelona, através do programa “Barcelona Ciudad de la Literatura UNESCO”.

## Prêmios
- Beca Montserrat Roig (2020)
- Prémio Nacional de Narrativa “Narradores de la Banda Oriental” (2024), menção. [6]